# Храм на Конфуций (Цюфу)
Храмът на Конфуций в Цюфу (на китайски: 孔庙), zho—е най-старият и най-големият от храмовете, посветени на Конфуций. Разположен е в родния град на Конфуций, Цюфу в китайската провинция Шандун. Основан е през 478 г пр.н.е.
Първоначално храмът е устроен в дома, в който е живял Конфуций близо до дома на неговите синове и внуци и до мястото, където е погребан. С разпространението на учението на Конфуций и специално по времето, когато конфуцианството е обявено за държавна идеология, храмът в Цюфу става светиня от общонационално значение и място за церемонии.
През 1994 г. е обявен за обект от световното културно наследство.

## Описание
Храмовият комплекс заема площ от 16 декара и има общо 460 помещения. Основна част на храма са девет двора, аранжирани по една централна ос, ориентирана по посока север-юг и имаща обща дължина 1,3 км. Първите три двора имат малки врати и са засадени с борови дървета. Те имат въвеждаща функция. Най-южната врата е наречена Lingxing Gate (欞星門) на името на звезда от съзвездието „Голяма мечка“ като по този начин се подчертава, че Конфуций е звезда на небосклона. Сградите в другите дворове оформят сърцето на комплекса. Това са сгради с жълти покриви и червено боядисани стени, които контрастират с тъмнозелените борови дървета създавайки по този начин цветен контраст.
Основните елементи в храмовия комплекс са
- Врата Lingxing (欞星門)
- Врата Shengshi (聖時門)
- Врата Hongdao (弘道門)
- Врата Dazhong (大中門)
- Павилиона с тринадесетте възпоменателни плочи (十三碑亭)
- Вратата Dacheng (大成門)
- Зала Kuiwen (奎文閣, построена през 1018 г.)
- Павилион Xing Tan (杏壇, Apricot Platform)
- De Mu Tian Di Arch
- Liangwu (兩廡)
- Зала Dacheng Hall (大成殿, построена от династията Qing
- Resting Hall (寢殿, dedicated to Confucius' Wife)

### Зала Dacheng
Зала Dacheng (на китайски: 大成殿), което се превежда обикновено Залата на съвършенството или Залата на осъществяването е архитектурният център на съвремения комплекс. Залата е с размери 54 м. на 34 м. и е висока около 32 м. Поддържат я 28 богато декорирани колони високи 6 метра и с диаметър 0,8 м са оформени всяка от един къс местен камък. Десетте колони на предната страна са декорирани с увити дракони.

### Павилион Xing Tan
В центъра на двора срещу зала Dacheng се намира павилионът Xing Tan или площадката под кайсията. Той ознаменува обучението, което Конфуций прави на учениците си под кайсиевото дърво.

### Павилионите със стели
В помещенията на храмовия комплекс се намират голям брой каменни стели. Описани са около 500 броя от тях, но списъкът не е завършен. Стелите са посветени на ремонтите и строителството на храмовия комплекс, както и с живота на Конфуций. Голяма част са носени от каменни склптура на костенурки.
- Стели
- Taiping Xingguo 8 (983)
- Cheng'an 8 (1197)
- Dade 5 (1301)
- Dade era (1297 – 1307) (left); Dade 11 (1307) (right); Late Zhiyuan 5 (1339) (center)
- Hongwu 4 (1371)
- Yongle 15 (1417)
- Chenghua 4 (1468)
- Hongzhi 17 (1504)
- Shunzhi 8 (1651)
- Kangxi 7 (1668)
- Kangxi 15 (1676; right), Kangxi 21 (1682; left)
- Kangxi 22 (1683)
- Kangxi 25 (1686)
- Yongzheng 8 (1730)
- Yongzheng 8 (1730)
- Yongzheng 8 (1730)
- Qianlong 13 (1748)